# Twante
Twante – miasto w Mjanmie, w prowincji Rangun. Według danych na rok 2014 liczyło 43 092 mieszkańców.